# Brat Tor
Brat Tor, também conhecido como Brai Tor e Widgery Tor, é um tor de granito no flanco oeste de Dartmoor, na Inglaterra. É mais conhecida por Widgery Cross, a cruz mais alta de Dartmoor, que fica no seu cume. No entanto, não é tão grande quanto outros tors vizinhos, como os imponentes Great Links Tor e Hare Tor. Encontra-se a 454 metros acima do nível do mar.